# سيمون ريا
سيمون ريا (بالإنجليزية: Simon Rea) (20 سبتمبر 1976 في المملكة المتحدة - ) هو لاعب كرة قدم بريطاني في مركز الدفاع. لعب مع برمنغهام سيتي وكامبريدج يونايتد ونادي بيتربورو يونايتد ونادي كيترينغ تاون ونادي كيدرمينستر هاريرز لكرة القدم ونونيتون بورو ‏ ونادي ليمنجتون ونادي كوربي تاون وRedditch United F.C. ‏.

## وصلات خارجية
- سيمون ريا على موقع قاعدة بيانات كرة القدم.إي يو (الإنجليزية)
- سيمون ريا على موقع Soccerbase.com (لاعب) (الإنجليزية)